# Khemis Miliana

Khemis Miliana (arabiska خميس مليانة) är en stad och kommun i norra Algeriet och är den största staden i provinsen Aïn Defla. Folkmängden i kommunen uppgick till 84 574 invånare vid folkräkningen 2008, varav 80 512 invånare bodde i själva centralorten.